# Влитинк, Тибо
Тибо Влитинк (нидерл. Thibault Vlietinck; 19 августа 1997 года, Бельгия) — бельгийский футболист, полузащитник клуба «Ауд-Хеверле Лёвен».

## Карьера
Воспитанник академии «Брюгге». С сезона 2016/17 привлекается к тренировкам с основной командой. 14 октября 2016 года дебютировал в Лиге Жюпиле в поединке против «Шарлеруа», выйдя на замену на 89-й минуте вместо Йелле Воссена.
Является игроком юношеских сборных Бельгии различных возрастов. Принимал участие в отборочных играх к юношеским чемпионатам Европы до 17 и 19 лет, однако вместе с командой в финальную стадию не выходил.
С сезона 2020/21 — полузащитник бельгийского футбольного клуба «Ауд-Хеверле Лёвен».